# Концертмейстер
Концертмейстер (нім. Konzertmeister), також застос. концертмайстер — термін на означення професії музиканта, що вживається у трьох значеннях:
- керівник групи інструментів у симфонічному оркестрі чи іншому груповому колективі;
- перший скрипаль оркестру;
- піаніст, що акомпанує вокалістам або інструменталістам на концертах та при підготовці до виступів.

### Концертмейстер в оркестрі
В оркестрі концертмейстерами називають музикантів, що очолюють певну групу інструментів у симфонічному оркестрі чи іншому колективі. В обов'язки концертмейстера входить перевірка правильности налаштування усіх інструментів оркестру. Концертмейстер в тій чи іншій мірі, відповідно до правил і звичаїв даного колективу, керує роботою музикантів своєї групи на репетиціях, а в ході концертів виконує сольну партію, якщо така є у творі.

Особливе значення має концертмейстер групи перших скрипок, якого називають також концертмайстером оркестру. 

Концертмейстер першим виходить на сцену, ведучи за собою весь колектив. Повертаючись до оркестру розпочинає «налаштування». Він готує не тільки оркестр, а й публіку до початку концерту. Це те, що бачить глядач. Решта — творчі будні оркестру: репетиції, відточування, штрихова техніка музичних творів — це не лише творчість диригентів, а й величезна частина життя концертмейстера.

Інколи концертмейстер оркестру бере на себе функцію диригента. Наприклад, концертмейстер Віденського філармонічного оркестру Віллі Босковскі за традицією диригував Віденськими новорічними концертами.

### Концертмейстер— піаніст
Концертмейстером також називають піаніста, що допомагає виконавцям (співакам, інструменталістам, артистам балету) розучувати партії й акомпанує їм у концертах. У пострадянських країнах у середніх і вищих музичних навчальних закладах є концертмейстерські класи, в яких студенти навчаються мистецтву супроводу і після здачі іспиту отримують кваліфікацію концертмейстера.
Концертмейстер повинен володіти такими компетентностями: вміння ансамблевого музикування, що включає бездоганне володіння інструментом, вміння читати ноти з аркуша, в тому числі
з великою кількістю нотних рядків, навики транспонування, відчуття соліста. Концертмейстери, що працюють в навчальних закладах України, у нових реаліях повинні також вміти
працювати з документами, провадити організаційну та методичну роботу, здійснювати наукові дослідження, а також володіти інформаційними
технологіями, зокрема мультимедійними